# Thaddeus Vincenty
Thaddeus Vincenty (nombre original Tadeusz Szpila; 27 de octubre de 1920 - 6 de marzo de 2002) fue un inmigrante polaco a los Estados Unidos que trabajó como geodesta para la Fuerza Aérea de su país de adopción y posteriormente con la National Geodetic Survey para adaptar técnicas de ajuste tridimensional al elipsoide de referencia NAD 83.

## Semblanza
Sus estudios se vieron interrumpidos por la Segunda Guerra Mundial, situación que le obligó a dirigirse a un campo de refugiados. Llegó a los Estados Unidos en 1947 y tomó el nombre de pila de su padre como apellido. En cuestión de meses, se alistó en la Fuerza Aérea, y ya en 1957 estaba dedicado a la programación informática y a la topografía. Después de estudiar a través de cursos por correspondencia, publicó su primer artículo de investigación en 1963. Después de 30 años en la Fuerza Aérea, dejó Cheyenne, Wyoming, y aceptó un puesto en el National Geodetic Survey.
Ideó las conocidas como fórmulas de Vincenty, una técnica de cálculo de líneas geodésicas publicada en 1975 que tiene una precisión de aproximadamente la mitad de un milímetro.
Sus contribuciones al sistema geodésico NAD 83 incluyeron la introducción de coordenadas tridimensionales centradas en la Tierra, que unifican las ubicaciones en la Tierra con las ubicaciones en el espacio, un desarrollo esencial para el GPS.
Cuando falleció a los 81 años de edad, le sobrevivieron su esposa Barbara, una hija, dos hijos y tres nietos.

## Reconocimientos
- Recibió la Medalla del Departamento de Comercio de los Estados Unidos por Servicio Meritorio en 1982.[4]